# تتنانگ
شهر تتنانگ (به آلمانی: Tettnang) در ایالت بادن-وورتمبرگ در کشور آلمان واقع شده‌است.

## نگارخانه

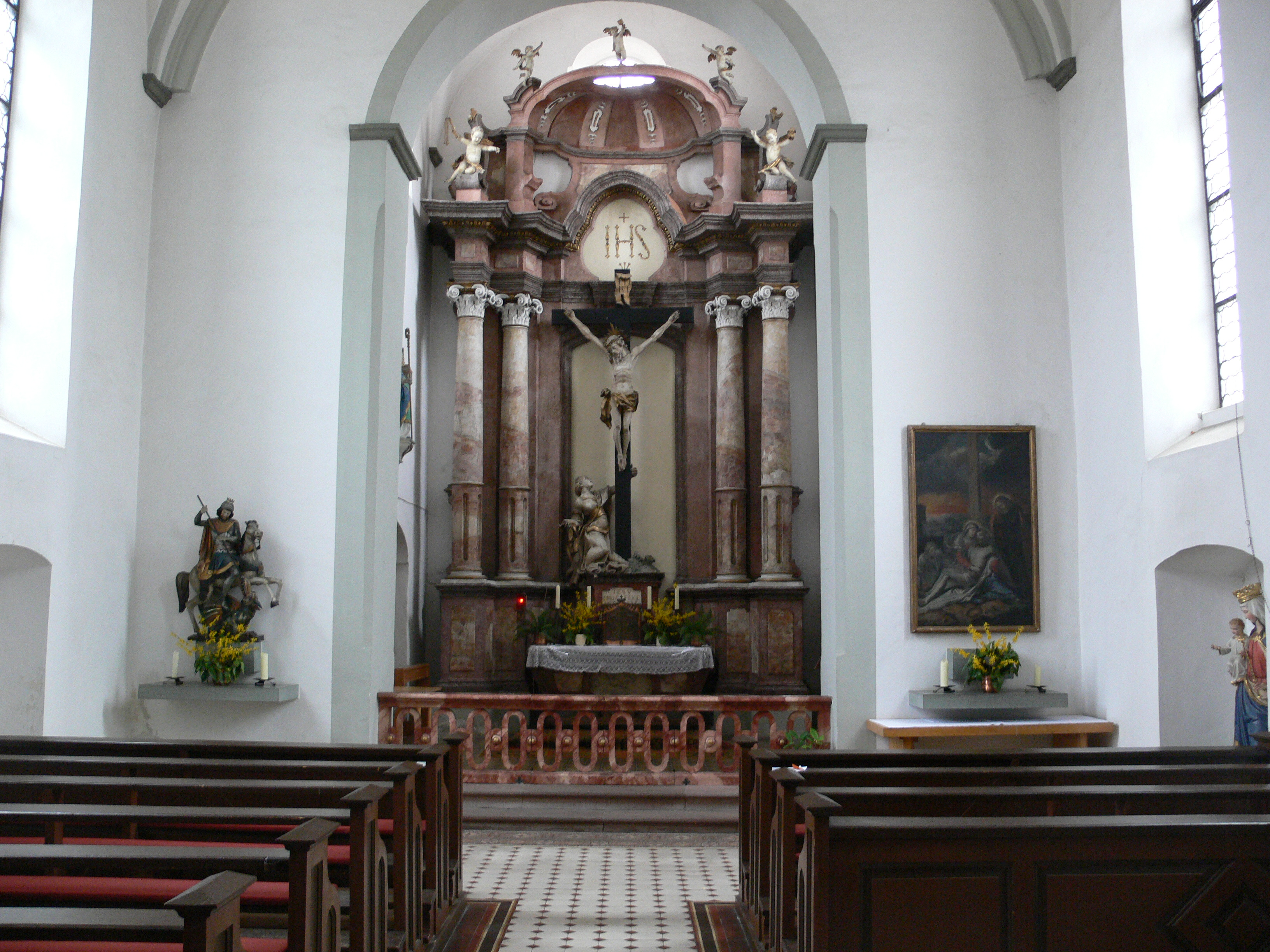
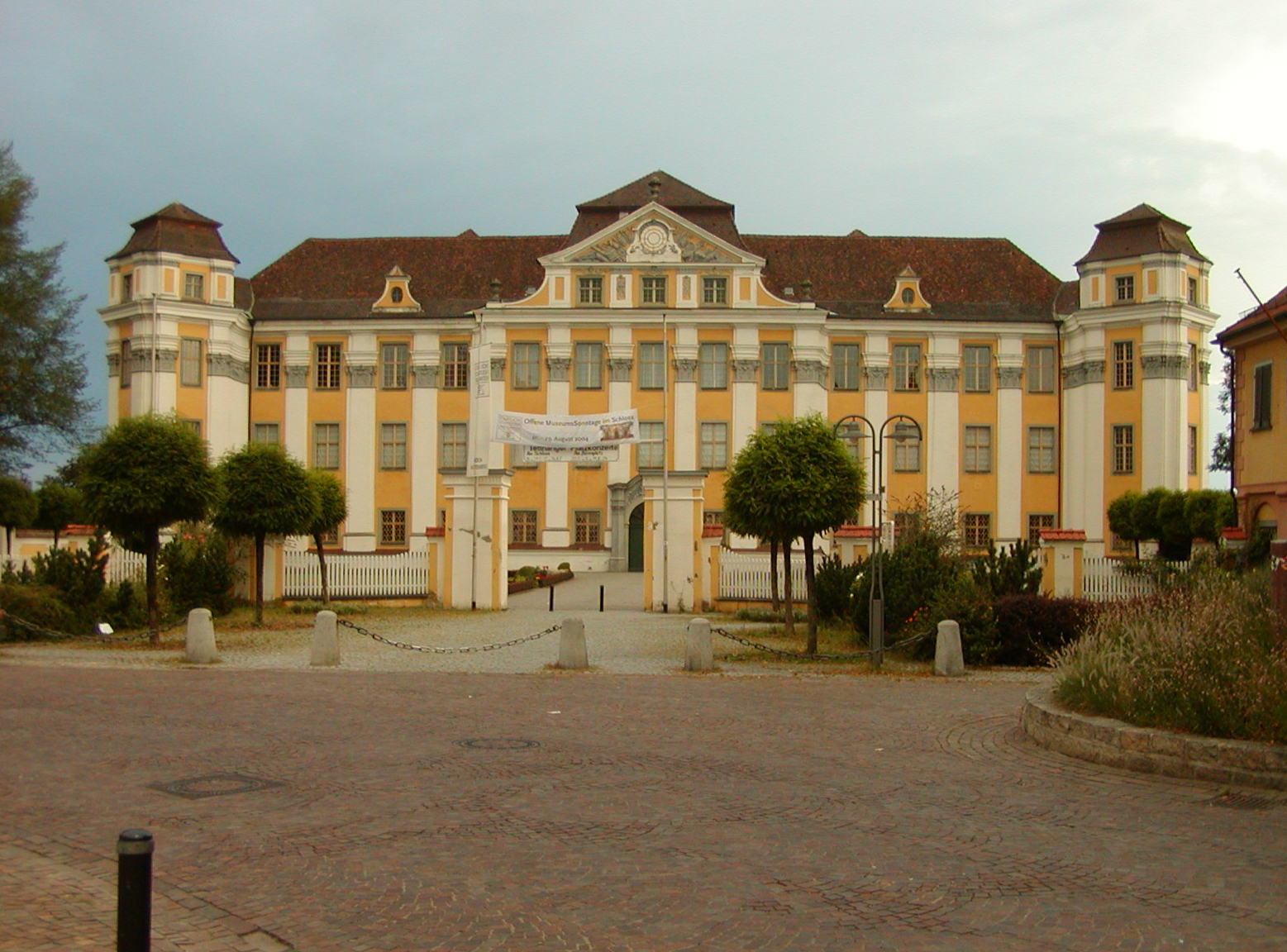
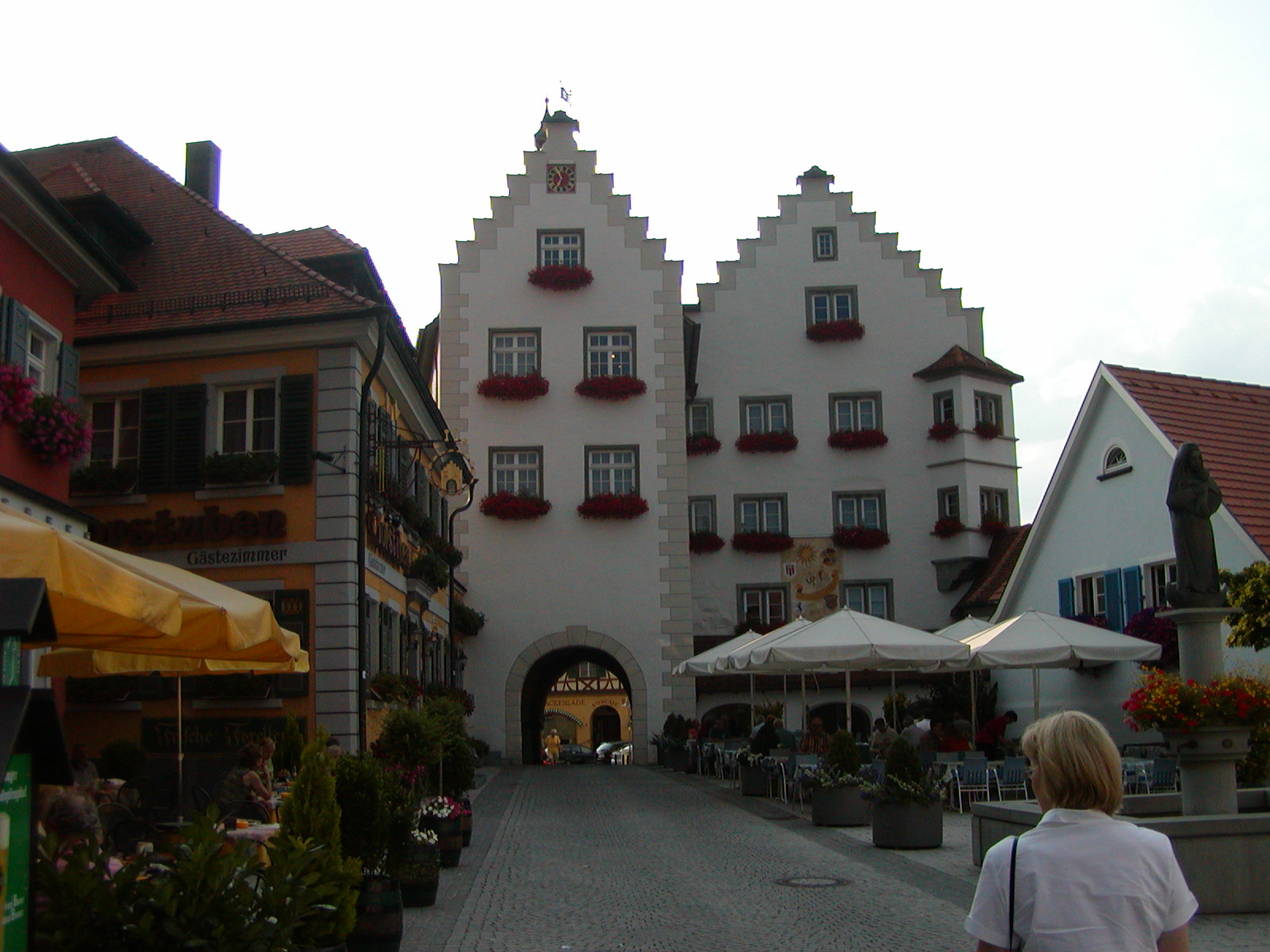
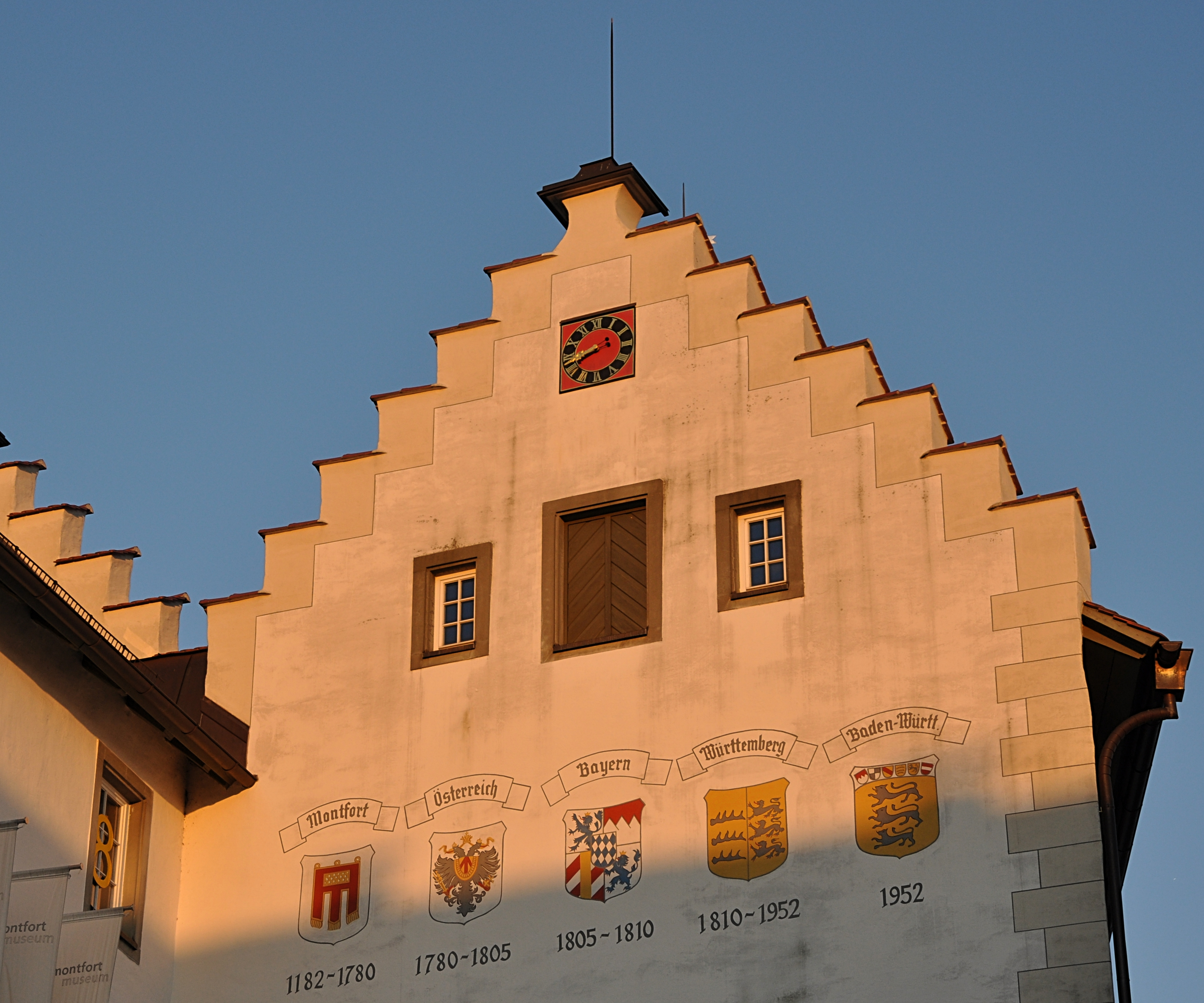
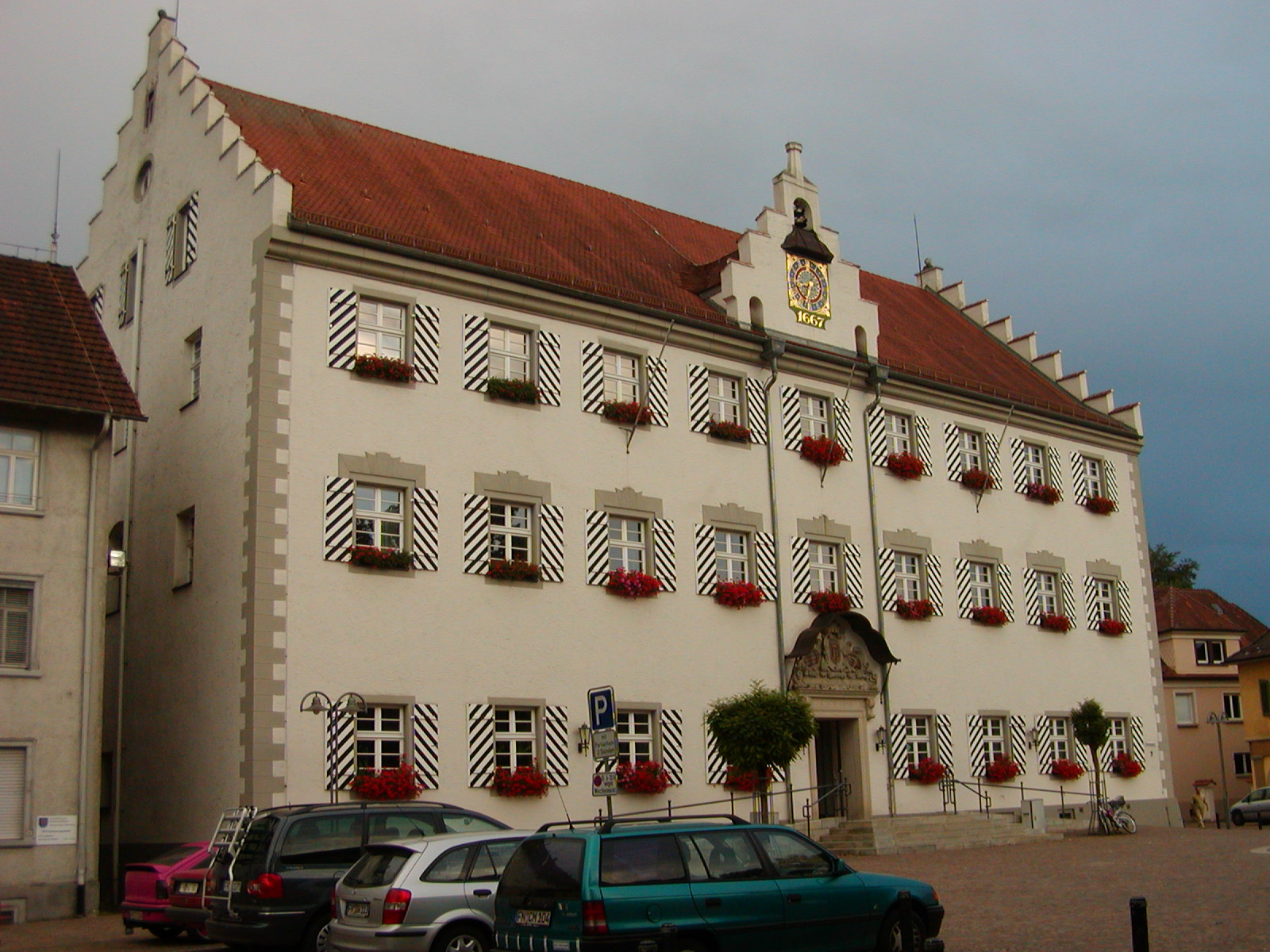